# Варваци, Иван Андреевич
Иоаннис Варвакис (греч. Ιωάννης Βαρβάκης; 24 июня 1745, Псара, Северные Эгейские острова — 10 января 1825, Закинф, Ионические острова) — русский предприниматель и благотворитель греческого происхождения, капитан торгового и военного флота, активный участник греческой национально-освободительной революции. В России именовался сначала Ян Варвач (Ворвач), а затем Иван Андреевич Варваци(й).  На русской службе приобрёл ордена Святого Владимира и Святой Анны. Основатель греческого монастыря в Таганроге. Дед поэта Д. П. Ознобишина.

## Биография
Родился на небольшом острове Псара, на северо-востоке Греческого архипелага. Традиционно годом его рождения считается 1745 год, однако семейная традиция (опубликована А. С. Марковым) утверждает, что Варвакис был на 13 лет старше и родился в 1732 году. Согласно той же традиции к концу 1760-х гг. Варвакис был известен всей Греции как пират, за голову которого турецкий султан якобы обещал тысячу пиастров.
В 1770 году Варвакис, подобно многим своим землякам, добровольно присоединился на собственном двадцатипушечном судне к русской эскадре Первой Архипелагской экспедиции под командованием графа А. Орлова и адмирала Г. Спиридова, неожиданно объявившейся в Эгейском море. Шла русско-турецкая война. Перед Балтийским флотом была поставлена авантюрная задача: по возможности тайно пройти вокруг всей Европы, активизировать партизанскую борьбу балканских народов и нанести удар по турецкому флоту. К изумлению всей Европы задача была выполнена и почти весь турецкий флот уничтожен в ночном Чесменском сражении 26 июня 1770 года.
Именно с Чесмой связывает традиция начало русской службы капитана Варвакиса, хотя документы только косвенно подтверждают это. В девятой части Общего гербовника дворянских родов Всероссийской империи сказано: «Иван Варваци в службу вступил из греков в 1770 году, и во время с турками войны в Архипелаге с собственным его мореходным судном находился в разных морских сражениях». За свои заслуги он получил чин поручика, о чём свидетельствует в позднейшем указе сама императрица: «Известно да ведомо будет каждому, что мы служившего в прошедшую войну при флоте Нашем из греков Яна Ворвача для его оказанной в службе Нашей ревности и прилежности в Наши поручики 1772 года, октября 21 дня всемилостивейше пожаловали».
Боевой эпизод с участием Варвакиса приводит по архивным данным историк русского флота А. Соколов. Весной 1774 года во время «обычного ежегодного похода к Дарданеллам» эскадры под флагом адмирала Елманова в ночь на 30 мая с фрегата «Слава» в Хиосском проливе «высажен десант в числе 130 ипсариотов под начальством Варвача, и им была взята одна батарея о четырёх пушках».

Уже два месяца спустя был подписан мирный договор. Российская империя получила земли до Буга и свободный выход в Чёрное и Средиземное моря, Крымское ханство объявлялось независимым от Турции. Российский императорский флот возвращался в Кронштадт. Вместе с ним на новую родину переселялись многие греческие и славянские семьи (главным образом инсургенты), ставшие первыми жителями морского побережья Новороссии. 
Оставаясь турецким подданным, Варвакис был боевым офицером российского флота; он купец, но в его распоряжении пока только один корабль. В этих сложных условиях он принимает решение продолжить карьеру не на Чёрном море (где Россия только что получила крепости Керчь и Кинбурн и где планировалось строительство флота), а в Астрахани, где он организует заготовку и продажу чёрной икры, в том числе её экспорт в Европу. На своем астраханском корабле он ходил в Персию и даже выкупил там пленного. В 1779 году Варвакис на своем галиоте вывозит из Решта в Астрахань имущество и личный состав российского консульства. Известен также своим участием в прокладке астраханского городского канала между реками Волга и Кутум (по указу от 31 декабря 1817 года стал называться Варвациевским, позже — канал имени Первого мая, 25 сентября 2017 года возвращено историческое название).
В 1780 году на аудиенции у Потемкина в Петербурге он получает задание участвовать в Персидской экспедиции графа М. И. Войновича. В 1789 году грек был принят «в вечное подданство Российской империи». Благодаря коммерческой жилке вскоре стал миллионером. Варваций предположительно поддерживал связи с греческой диаспорой, большая часть которой жила в южных и причерноморских землях империи (главным образом между Керчью и Таганрогом), однако документальных свидетельств этого не сохранилось.
Известно, что переговоры с городским обществом Таганрога о постройке храма Александра Невского в Греческом иерусалимском монастыре (того храма, в котором в 1825 году больше месяца стоял гроб с забальзамированным телом Александра I) Варваций начал в 1809 году, а в 1813 году он окончательно переехал в Таганрог.
Именно в это время на юге империи возникли два взаимосвязанных общества. Одно — «Филомусон Этерия» — действовало легально. Оно было основано графом Иоанном Каподистрией. Другое — тайное, «Филики Этерия», лидером которого стал сын генерал Александр Ипсиланти. Когда в марте 1822 года Ипсиланти поднял в Яссах восстание, ставшее импульсом греческой революции, Варваций — видный член Этерии — закупил в Туле и отправил восставшим большую партию оружия. По-видимому, в 1823 году (то есть одновременно с Байроном) он нелегально перебрался в Грецию. На свои деньги он вооружил отряд повстанцев и вместе с ними участвовал в осаде Моденской крепости.
Больше года — до самой своей смерти накануне Рождества 1825 года — Иоаннис Варвакис вновь жил и сражался на своей родине. На могиле Иоанниса Варвакиса в Афинах стоит величественный мраморный монумент. По сведениям Евгения Карновича:
Во время своей жизни в России Варваци употребил на разные благотворительные дела до 1,5 млн. рублей. Вообще же он пожертвовал в России на общественную пользу до 3,5 млн. и 1 400 000 рублей предоставил в пользу Греции. Остальное свое имущество он завещал дочери, бывшей замужем за директором банка в Астрахани П. Н. Ознобишиным, отцом русского стихотворца.
После принятия в ряды русского дворянства Варваций был записан во II часть родословной книги Екатеринославской губернии. Описание герба:
В верхней половине щита, в золотом поле находится рука с саблею. В нижней половине, разделённой перпендикулярною чертою, изображены плавающее на воде судно с парусами и две рыбы. Щит увенчан дворянскими шлемом и короной. Нашлемник: три страусовых пера. Намёт на щите золотой, подложенный голубым.

## Память
- В XIX веке проложенный в Астрахани от Кутума до Приволжского затона канал получил имя Варвациевского канала. В 1920 году он был переименован в канал имени 1 мая, однако 25 сентября 2017 года ему было возвращено историческое название[3].
- В 2000 году на набережной Приволжского затона в Астрахани был установлен мраморный бюст торговцу и промышленнику Иоаннису (Ивану) Варвацию[6].

## В культуре
- В 2015 году в прокат вышел российско-греческий биографический фильм «Пираты Эгейского моря» (греч. Ο Θεός αγαπάει το χαβιάρι (ταινία)‎; в главной роли Себастьян Кох).